# 蒂夫格拉本河
49°28′16″N 11°08′17″E / 49.47112°N 11.13816°E

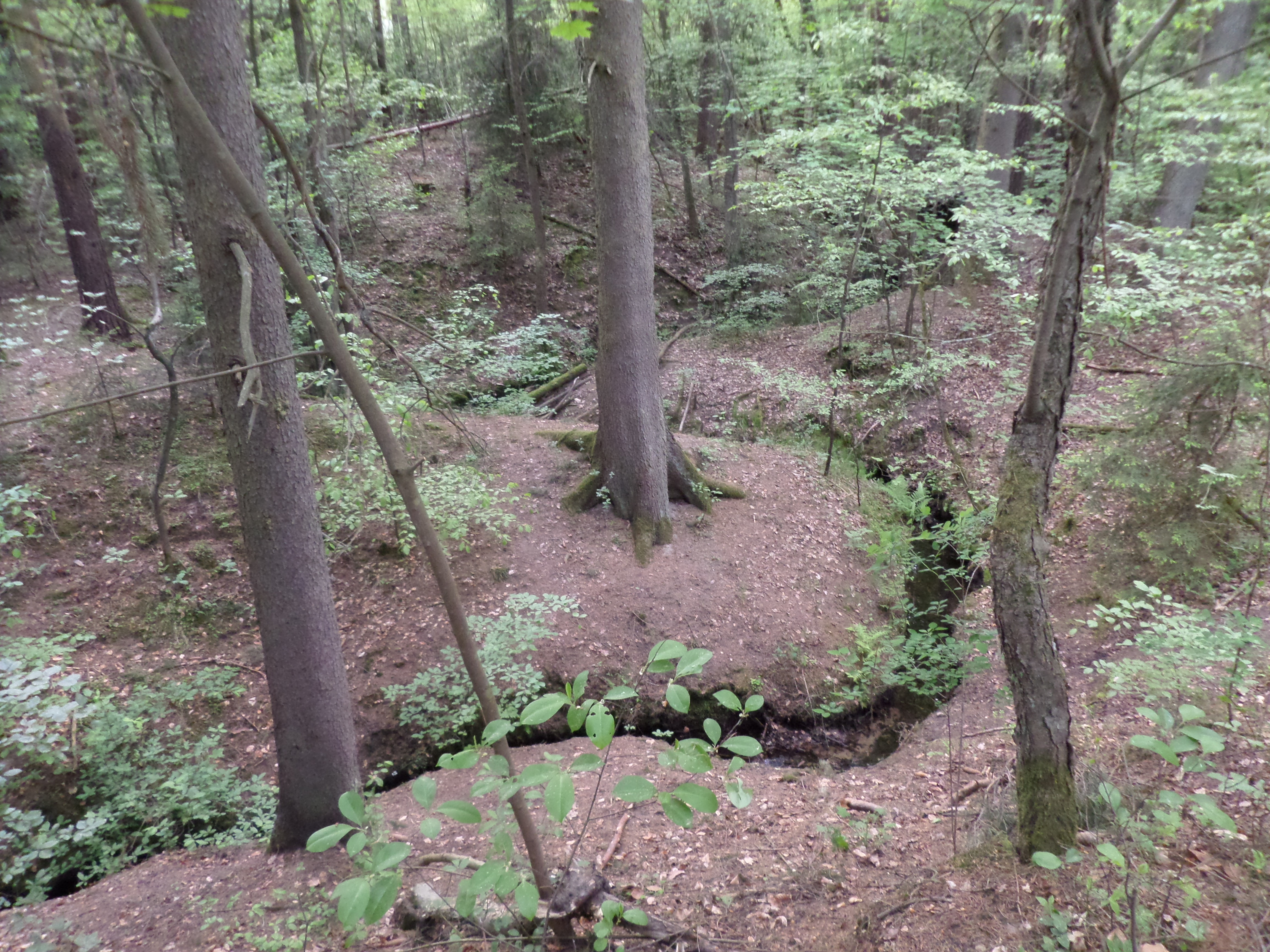

蒂夫格拉本河是德國的河流，位於該國東南部，由巴伐利亞負責管轄，屬於佩格尼茨河的右支流，河道全長3.4公里，流域面積10.7平方公里。